# Hamah Sulci
Gli Hamah Sulci sono una struttura geologica della superficie di Encelado.